# Múscul longitudinal inferior de la llengua
El múscul longitudinal inferior de la llengua (musculus longitudinalis inferior linguae) o múscul lingual inferior, és un dels músculs intrínsecs de la llengua. És una banda muscular estreta situada a la superfície inferior de la llengua, entre els músculs genioglòs i hioglòs.
S'estén des de l'arrel fins a l'àpex de la llengua. Per la part del darrere, algunes de les seves fibres estan connectades amb el cos de l'os hioide. Per la part del davant, es barreja amb les fibres de la estiloglòs.
El moviment de material digestiu que circula a través del tracte gastrointestinal depèn de l'activitat coordinada de la musculatura longitudinal i llisa de l'intestí.

## Referències

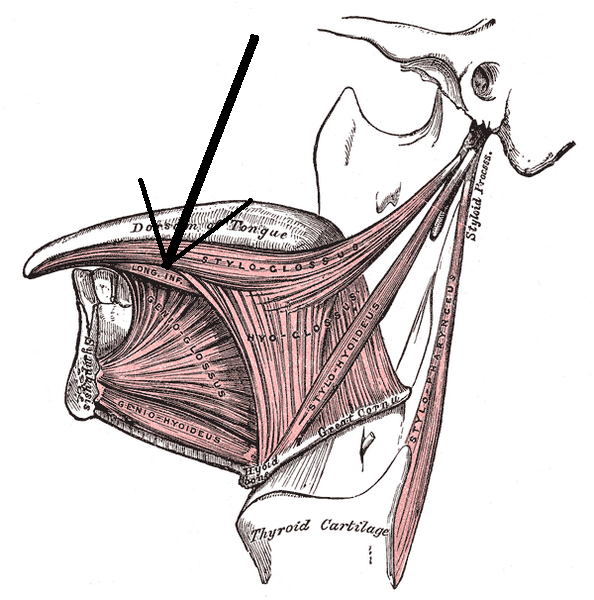
Músculs de la llengua. S'assenyala el longitudinal inferior de la llengua.